# 449 Hamburga
449 Hamburga este un asteroid din centura principală, descoperit pe 31 octombrie 1899, de Max Wolf și Arnold Schwassmann.